# Campo Santo Stefano
Campo Santo Stefano o Campo Morosini és una de les places més grans de Venècia.

## Descripció
Està situat al barri de San Marco, no gaire lluny del Pont de l'Acadèmia. Hi tenen vistes l'església de Santo Stefano, l'església de San Vidal, Palau Morosini, el Palau Loredan i, al Campiello Pisani adjacent, el Palau Pisani.
Al centre del camp hi ha l'estàtua de l'escriptor Niccolò Tommaseo, una obra de Francesco Barzaghi del 1882.